# Paper Mario: Sticker Star
Paper Mario: Sticker Stares un videojuego de rol de acción y aventura desarrollado por Intelligent Systems y publicado por Nintendo para Nintendo 3DS. Es la cuarta entrega de la serie Paper Mario y parte de la franquicia más grande de Mario; es el primer juego de la serie lanzado en una consola portátil. En el juego, el protagonista Mario y un nuevo aliado llamado Kersti viajan a través del Reino Champiñón para recuperar las seis pegatinas reales esparcidas por Bowser. El juego se lanzó en noviembre de 2012 en América del Norte y en diciembre de 2012 en el extranjero.
A diferencia de los juegos anteriores de Paper Mario, Sticker Star utiliza un estilo visual claramente artesanal, que está fuertemente incorporado en su mecánica de juego. Sticker Star introduce el uso de pegatinas, que están esparcidas por todo el mundo del juego y se utilizan como elementos de un solo uso o potenciadores, ayudando al jugador en batallas por turnos contra enemigos o resolviendo acertijos. Una secuela de Wii U, Paper Mario: Color Splash, transfirió muchas ideas presentadas en Sticker Star y se lanzó en octubre de 2016.
El diseñador y productor de juegos Shigeru Miyamoto insistió en que la jugabilidad debería ser distinta de los juegos anteriores de Paper Mario, ya que creía que el concepto era demasiado similar a los títulos anteriores de la franquicia. Debido a esto, el énfasis se centró en la jugabilidad y el combate, y la falta de ellos en la historia y la trama. Los aliados junto con Mario fueron eliminados debido a complicaciones con la mecánica de las pegatinas y hubo una disminución extrema de personajes con diseños únicos. El juego recibió críticas generalmente favorables, elogiando los gráficos, la escritura y la estrategia, y criticando la dificultad desequilibrada en el combate, la falta de elementos tradicionales del juego de rol y la abundancia de Toads idénticos en lugar de las razas ficticias originales, que la serie era conocida. La recepción de la mecánica de las pegatinas fue mixta.

## Argumento
Bowser planea convertirse en el rey usando los Stickers Reales mientras Mario está en el Festival del Sticker. Ahora Mario y su nueva compañera Kersti deberán recuperar los Stickers Reales antes que algo malo pase.

## Personajes

### Jugables
- Mario

### Personajes secundarios
- Kersti
- Toad
- Yoshi
- Shy Guy
- Blue Toad
- Birdo
- Floruga

### Enemigos
- Snow Spike (18HP)
- Spike (16HP)
- Goomba (5HP)
- Mural goomba (13HP)
- Shiny Goomba (7HP)
- Paragoomba (6HP)
- Buzzy Beetle (7HP)
- Shy Guy (12HP)
- Olfit (16HP)
- Koopa Troopa (8HP)
- Red Koopa Troopa
- Mural koopa (13HP)
- Paratroopa (10HP)
- Green Paratroopa
- Whomp (50HP)
- Spiny (8HP)
- Ice Bro.
- Boomerang Bro.(24HP)
- Bob-omb
- Swooper (9HP)
- Ninji (9HP)
- Piranha Plant (25HP)
- Dry Bones (13HP)
- Hatguy (15HP)
- Pokey (16HP)
- "Green" Pokey (20HP)

### Jefes
- Megasparkle Goomba (Mundo 1)
- Power Tower Pokey (Mundo 2)
- Gooper Blooper (Mundo 3)
- Bowser Snow Statue/Mizzter Blizzard (Mundo 4)
- Petey Piranha (Mundo 5)
- Bowser (Mundo 6)

## Ítems

### Objetos (Stickers)
- Salto
- Salto Gastado
- Saltufla
- Salto férreo
- Salto en línea
- Salto clónico
- Martillo
- Martillo Gastado
- Martillito
- Marchillo
- Martichete
- Martillozzz
- Martígneo
- Martigélido
- Flor de fuego
- Flor de hielo
- Infinitisalto
- Champiñón
- Champiñón 1-UP
- Champiñón venenoso
- Cascopincho
- Bumerán
- Gorro volador
- Cola
- Bloque POW
- Bola de pinchos
- Bola de nieve
- Hoja

(NOTA: Muchas de estos stickers pueden ser brillantes o radiantes o -megas)

## Sitios
- El Festival del Sticker (Inicio)
- Quiosco para lanzar cosas
- Aldea Sticker

Mundo 1,  un mundo de pradera con muchos Goombas. Su jefe es Megasparkle Goomba.
- 1-1 Wearm Plains (1.ª batalla con Bowser Jr.)
- 1-2 Fragant Gardens
- 1-3 River Trail (1.ª batalla con Kamek)
- 1-4 Acla Hill
- 1-5 Domiplum Mountain
- 1-6 Goomba's Fortress (Jefe)

Mundo 2, un mundo de desierto con Paragoombas, Paratroopas, Pokeys, y Escupicos. Su jefe es Pokelisco.
- 2-1 Desert Dry Mud
- 2-2 Yoshi Sphinx (2.ª batalla con Kamek)
- 2-3 Moving Ruins
- 2-4 Intigue Oasis
- 2-5 Dry Mud Stadium (Jefe)

Mundo 3, un mundo de bosque con Olfitis, Shy Guys, Visparañas, y Ninjis. Su jefe es Mega Blooper.
- 3-1 Litter Trail
- 3-2 Lush Forest (2.º Segmento de Wiggler)
- 3-3 Wiggler's Home
- 3-4 Bowling River (Primer Segmento de Wiggler)
- 3-5 Loop River (Primer Segmento de Wiggler)
- 3-6 Balcony (Tienda y Quiosco para lanzar cosas)
- 3-7 Groove Swish (Segundo Segmento de Floruga)
- 3-8 Branch's Path (Segmento de Floruga)
- 3-9 Bid Pond (Tercer Segmento de Floruga)
- 3-10 Stump's Clair (La Prueba de Olfiti/Tercer Segmento de Wiggler)
- 3-11
- 3-12 Whitecap Beach (Jefe/Cuarto Segmento de Wiggler)